# Köglers Naturpfad

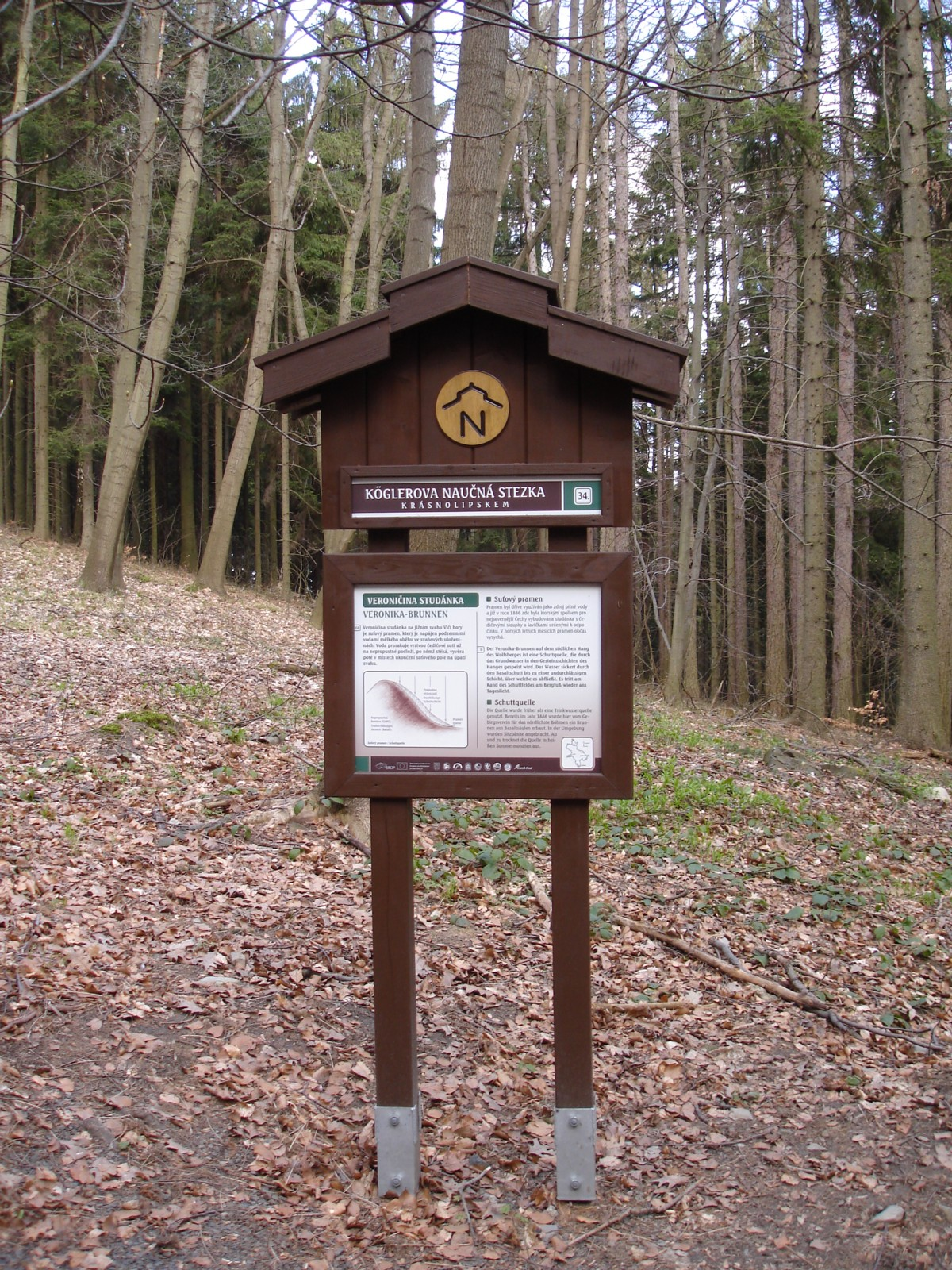
Informationstafel am Vlčí hora

Köglers Naturpfad (tschechisch Köglerova naučná stezka, auch kurz Köglerova stezka) ist ein Naturlehrpfad im Böhmischen Niederland in Tschechien.

## Details
Köglers Naturpfad gilt als der erste Naturlehrpfad in Böhmen. Begründet wurde er einst von Rudolf Kögler aus Schönlinde. Der am 12. Oktober 1941 eröffnete 12 km lange Weg führte entlang der Lausitzer Überschiebung vom Kalkofen bei Daubitz bis zum Wolfsberg und war mit 70 hölzernen Tafeln zur Geologie und Botanik versehen. Nach dem Mai 1945 arbeitete Rudolf Kögler noch an einer zweisprachigen Version, die allerdings aufgrund der Nachkriegssituation nicht mehr realisiert werden konnte. In den Jahren 1945 und 1946 wurde der größte Teil der deutschsprachigen Bevölkerung der Region des Landes verwiesen. Die Tafeln des Lehrpfades wurden in der Folge ohne Ersatz zerstört. 
Im Jahr 2006 wurde der nun 22 km lange Lehrpfad auf ähnlicher Wegführung neu eröffnet. Rudolf Kögler zu Ehren wird der Weg heute als Köglers Naturpfad (Köglerova naučná stezka) bezeichnet. Im Gegensatz zu früher ist der neue Lehrpfad als Rundwanderweg konzipiert, der seinen Anfangs- und Endpunkt in Krásná Lípa (Schönlinde) hat. Mit 39 Informationstafeln auf dem Pfad informiert er über die Geologie, die Landnutzung und die Natur der Region.